# Oxalis alpina
Espèce
Oxalis alpina est une espèce de plantes à fleurs de la famille des Oxalidaceae, présente en Amérique du Nord et en Amérique centrale, du Guatemala au sud-ouest des États-Unis.

## Description
Oxalis alpina est une plante vivace herbacée, portée par un bulbe souterrain, et qui sort de terre généralement de juillet à septembre,. L'espèce est tétraploïde. Les plantes sont remarquables et peuvent avoir une à sept fleurs disposées en ombelle,. Les feuilles sont vertes et ressemblent à des trèfles avec trois lobes distincts en forme de cœur. Oxalis alpina est morphologiquement similaire à Oxalis violacea, mais peut être différencié en observant les projections orange à l’extrémité des sépales : Oxalis alpina a deux projections orange distinctes, tandis que chez Oxalis violacea, les projections sont fusionnées.
Les fleurs de Oxalis alpina présentent un ovaire supère, dix étamines et un pistil composé de cinq carpelles. Les fruits sont des capsules déhiscentes qui à maturité, projettent les graines autour du pied. Les fleurs sont distyles ou tristyles selon la population. Les populations distyles ont probablement évolué à partir d’ancêtres tristyles, et le transfert de pollen peut encore se produire entre les fleurs tristyles et distyles.

## Répartition
L'espèce a été signalée du Guatemala au sud-ouest des États-Unis, y compris la région de l'île céleste du sud-est de l’Arizona et du nord du Mexique,. Elle est connue pour être quelque peu rare aux États-Unis, avec peu de populations dans tout le Nouveau-Mexique et ne se trouve que dans les deux tiers de l’est de l’Arizona, ainsi que quelques cas dans le comté de Navajo (Arizona). Différentes populations sont connues pour avoir des systèmes de reproduction différents, avec des conditions climatiques isolées depuis le Pléistocène, facilitant ces différences même entre les chaînes de montagnes adjacentes en Arizona,.

## Habitat
Oxalis alpina pousse à haute altitude dans les forêts de feuillus tempérées, les chênes de pins et les forêts de conifères tempérées,. Les populations de l’Arizona sont enregistrées à des altitudes de 2 000 à 3 000 m. Oxalis alpina pousse généralement parmi les rochers dans les environnements humides.

## Relations interspécifiques
Oxalis alpina est pollinisée par les abeilles solitaires (Heterosaurus bakeri et Heterosaurus neomexicanus), diptères, guêpes et lépidoptères. Au Mexique et dans le sud des États-Unis, les bulbes d'Oxalis alpina et d’autres espèces d'Oxalis sont une source de nourriture primaire pour les cailles de Montezuma pendant les mois d’hiver.

## Taxonomie
Le nom correct complet (avec auteur) de ce taxon est Oxalis alpina (Rose) Rose ex R.Knuth.
L'espèce a été initialement classée dans le genre Ionoxalis sous le basionyme Ionoxalis alpina Rose. Elle a été déplacée dans le genre Oxalis par Reinhard Gustav Paul Knuth en 1919, en reprenant les travaux de Joseph Nelson Rose,.

### Étymologie
Le nom « Oxalis » vient du mot grec « oxys », qui signifie « piquant » ou « acide », en référence à sa teneur en acide oxalique qui lui donne une saveur aigre. L’épithète spécifique « alpina » se réfère à son habitat alpin.

### Synonymes
Oxalis alpina a pour synonymes :
- Ionoxalis alpina Rose
- Ionoxalis compacta Rose
- Ionoxalis immaculata Small
- Ionoxalis pringlei Rose
- Ionoxalis rupestris Small
- Ionoxalis seatonii Rose
- Ionoxalis seatonii Rose ex Small
- Oxalis alpina Rose, 1919
- Oxalis hidalgensis (Small) R.Knuth
- Oxalis immaculata (Small) R.Knuth
- Oxalis monticola Small
- Oxalis neomexicana Dayton ex Tidestr.
- Oxalis pringlei Rose ex R.Knuth
- Oxalis pringlei Rose, 1919
- Oxalis seatonii (Rose ex Small) R.Knuth
- Oxalis tepicensis R.Knuth